# 仲介
仲介（ちゅうかい）は間に入ること。商学用語では取引が行われる際に、売り手と買い手の間に入って話をまとめて契約を成立できるようにすることである。金融や不動産おいて多く行われている事柄であり、仲介を専門とする企業も存在する。仲介を行っている企業は、契約の際の手数料を徴収することで利益を上げている。売買を行う際に仲介を利用するならば、売り手と買い手は仲介企業に対して要求を行い、価格交渉も仲介企業が代理で行うこととなり、仲介企業が話をまとめた上で、売り手と買い手は契約を結ぶという形式になる。

## 宅地建物取引における仲介
宅地建物取引業法上は媒介という用語が用いられるが、実務上は仲介あるいは斡旋と呼ばれることが多い。一方の依頼者の代わりに自ら契約を結ぶ代理とは異なるが、代理においても宅地建物取引業法では媒介の規定を多く準用している。